# ホイットビィ級フリゲート
ホイットビィ級フリゲート（英語: Whitby-class frigate）は、イギリス海軍のフリゲートの艦級。12型フリゲート（英: Type 12 frigate）とも称される。

## 来歴
イギリス海軍は大西洋の戦いで莫大な出血を強いられたものの、1945年までに、浮上ないし露頂した潜水艦は、もはや重大な脅威ではなくなっていた。しかし1943年ごろより、ドイツ海軍が新世代の水中高速潜の建造を進めているという情報がもたらされはじめていた。UボートXXI型は潜航状態で15～18ノットという高速を発揮でき、ヴァルター機関搭載艦であれば26ノットの発揮すら可能であった。このような水中高速潜に対しては、従来の護衛艦では対処困難と考えられたことから、1943年中盤より新型フリゲートが検討されるようになった。そして1944年12月、グドール造艦局長（DNC）は新型スループの必要性に関する検討に着手し、計画課長（Director of Plans）は、1945年度計画より毎年2隻の建造を要求した。なおその後、新型の対潜戦艦艇の要請が強まったことから、1945年4月、戦術・幕僚業務課長（Director of Tactical and Staff Duties Division, DTSD）は、艦隊護衛艦としての任務も想定して、種別をフリゲートに変更することを発表した。
これらの艦は、平時には海外領土警備に、戦時には船団護衛などに投入される計画であった。1945年1月15日、対潜戦課長（Director of Anti-Submarine Warfare, DASW）は、当時就役しつつあったベイ級とロック級と同様に、防空護衛艦（A/A型）と対潜護衛艦（A/S型）の2つのバリエーションに基づく建造を提案した。またその後、更に3つめのバリエーションとして航空管制艦（A/D型）が追加された。1945年1月末の時点での参謀部の要求事項では、ドック入り後6ヶ月経過し、かつ満載状態（deep and dirty）で25ノットの速力を発揮し、また18ノットであれば4,500海里を巡航できる（大西洋を無給油で横断できる）こととされていた。この要請を満たすためには25,000～30,000馬力の主機関が必要と見積もられたが、まもなく、A/A型はこれよりやや鈍足になるであろうことが明らかになった。これによって主機関の選択が問題となり、1947年、造艦局長は、A/A型とA/D型はディーゼル主機、A/S型は蒸気タービン主機を採用することとした。当時、この要求を充足する蒸気タービン主機は開発途上であったことから、まずA/A型とA/D型の開発が先行することとなった。これにより、A/A型として建造されたのが41型、A/D型として建造されたのが61型であった。
その後、1948年より大出力の蒸気タービン主機の開発が具体化したことに伴い、A/S型の開発も再開された。当時、ベルリン封鎖などを通じて冷戦構造が顕在化しつつあり、ソ連に対する備えの必要性が叫ばれていたが、ソ連海軍はズールー型やウィスキー型など、UボートXXI型に範をとった水中高速潜の配備を進めていたことから、新型対潜艦には高い優先度が与えられた。これによって開発されたのが本級である。幕僚要求は1949年に完成し、1950年4月には設計案が委員会に提出された。

## 設計
船体設計は、先行するディーゼル主機のフリゲートが参考にされたが、多くの部分で改良されており、20世紀の小型水上戦闘艦のなかで傑出したものの一つと評される。柱形肥痩係数（Cp）は0.59で、戦前の艦艇（典型値は0.63）と比して低くなっている（排水容積に対して船体長ないし最大横断面が大きく取られている）。燃料消費時の復原性維持のため、バラストタンクが設けられた。
船型は長船首楼型とされており、また艦首部の乾舷が更に一段高くなっている。青波の打ち込みに備えて、艦橋構造物前面は曲面とされている。艦首部のフレーム形状はV型となり、スラミングやパンティングの低減に有効であった。また艦中部からは船体幅をとった深い方形船型となった。この船型は、静水での速力発揮には不利であったが、荒天下での潜水艦追跡などで高速を維持するには有利であった。
主機関は蒸気タービン方式を採用しており、上記の経緯により、新規に開発されたイングリッシュ・エレクトリックY-100型ギアード・タービンが搭載された。ボイラーはバブコック・アンド・ウィルコックス（B&W）社製の水管ボイラーを2缶搭載しており、蒸気性状は圧力550 lbf/in2 (39 kgf/cm2)、温度454℃であった。推進器としては、12フィート (3.7 m)径、220 rpmという大径・低回転数のスクリュープロペラを採用しているが、これは水中放射雑音の低減という観点でも恩恵があった。上記のとおり船体設計が優れていたことから、75パーセントの出力で30ノットの速力を発揮できた。
電源としては、タービン発電機2基とディーゼル発電機2基を搭載しており、440ボルト/60ヘルツで1,140キロワットの出力を確保した。
なお機関区画はパラレル配置とされており、前方にボイラー室、後方に機関室が配されている。

## 装備

### C4ISR
1951年より、カンブリア計画として、対潜戦に重点をおいたC4Iシステムの開発が進められていた。当初は、対空戦用のCDSと共通の技術を用いたASP（Automatic Surface Plot）戦術状況表示装置とDPT戦術データ・リンクにより構成される計画であったが、後にコスト面の問題からDPTは省かれて、個艦レベルのシステムであるASP戦術状況表示装置のみが1959年よりJYAとして制式化された。これは本級を含む1等艦の標準装備となった。
前檣に目標捕捉 (短距離対空捜索）用の293Q型レーダー、その直前には対水上捜索用の277Q型レーダーを搭載した。なお277Q型レーダーは高角測定にも用いることができる。捜索用のソナーとしては、1番艦では164型ソナーが搭載されたが、2番艦以降では改良型の174型ソナーに変更され、また後に177型ソナーに換装された。またリンボー対潜迫撃砲の搭載に伴い、その目標捕捉・射撃指揮用として170型ソナーも搭載された。
なお、「トーキー」は1970年から1972年にかけて大規模な改修を受けており、レーダーを993型レーダーに換装するとともにCAAIS戦術情報処理装置を搭載した。

### 武器システム
対潜兵器としては、当初計画ではまずスキッド対潜迫撃砲を搭載して就役し、戦後型のリンボーに後日換装する予定であったが、実際には全艦が当初からリンボーを搭載して就役した。また、「ホイットビィ」「トーキー」以外の艦では、長射程のMk.20「ビダー」対潜誘導魚雷の搭載を予定して魚雷発射管も搭載されており、片舷あたり固定式発射管4基と旋回式発射管2基が設置されていたが、肝心の魚雷の開発中止を受けて、1963年までに撤去された。
艦砲としては1944年度計画の艦隊駆逐艦であるデアリング級の構成が導入されており、45口径114mm連装砲（QF 4.5インチ砲Mk.V; 後に砲架とあわせてMk.6と改称）とMk.6M方位盤の組み合わせとなった。当初は、70口径76mm連装砲およびMRS-3射撃指揮システムへの更新が計画されていたが、これは断念された。またSTAAG式のMk.3 56口径40mm連装機銃も搭載されていたが、これは後にMk.9 40mm単装機銃に換装された。

## 同型艦一覧
ネームシップは1949-50年度計画で発注された。同艦の公試を評価したうえで、1950-51年度補正計画で2番艦、そして1951/52年度計画で4隻が発注された。7番艦以降は改良型の設計を採用しており、ロスシー級フリゲートと称される。
なお、1956年には、インド海軍向けとして本級の小改正型2隻が発注され、これらはタルワー級フリゲートとして就役した。
| #   | 艦名                          | 起工            | 進水            | 就役            | 退役   | 備考                                                                      |
| --- | ----------------------------- | --------------- | --------------- | --------------- | ------ | ------------------------------------------------------------------------- |
| F36 | ホイットビィ HMS Whitby       | 1952年 9月30日  | 1954年 7月2日   | 1956年 7月10日  | 1974年 | 1979年スクラップ処分                                                      |
| F43 | トーキー HMS Torquay          | 1953年 3月11日  | 1954年 7月1日   | 1956年 5月10日  | 1985年 | 1987年スクラップ処分                                                      |
| F65 | テンビー HMS Tenby            | 1953年 3月26日  | 1955年 10月4日  | 1957年 12月18日 | 1972年 | 1974年にパキスタンに売却されたが 再就役は断念され、1977年にスクラップ処分 |
| F63 | スカーブラ HMS Scarborough    | 1953年 9月11日  | 1955年 4月4日   | 1957年 5月10日  | 1972年 | 1974年にパキスタンに売却されたが 再就役は断念され、1977年にスクラップ処分 |
| F73 | イーストボーン HMS Eastbourne | 1954年 1月13日  | 1955年 12月29日 | 1958年 1月9日   | 1984年 | 1985年スクラップ処分                                                      |
| F77 | ブラックプール HMS Blackpool  | 1954年 12月20日 | 1957年 2月14日  | 1958年 8月14日  | 1971年 | 1966年から1971年までニュージーランド海軍に貸与 1980年スクラップ処分       |

## 登場作品
『007は二度死ぬ』
「テンビー」が登場。冒頭にて、香港での任務中に死亡したジェームズ・ボンドの水葬が艦上で行われる。

## 関連艦種
- ウィキメディア・コモンズには、ホイットビィ級フリゲートに関するカテゴリがあります。
- 14型フリゲート - 並行して整備された2等艦（大量生産型フリゲート）。
- サン・ローラン級駆逐艦 - 本級を元にしたカナダ海軍の護衛駆逐艦。後の改修で、リアンダー級をも上回る強力な航空運用能力を獲得し、フリゲート級艦艇での大型ヘリコプター艦載化の端緒となった。